# Schorndorf (Oberpfalz)

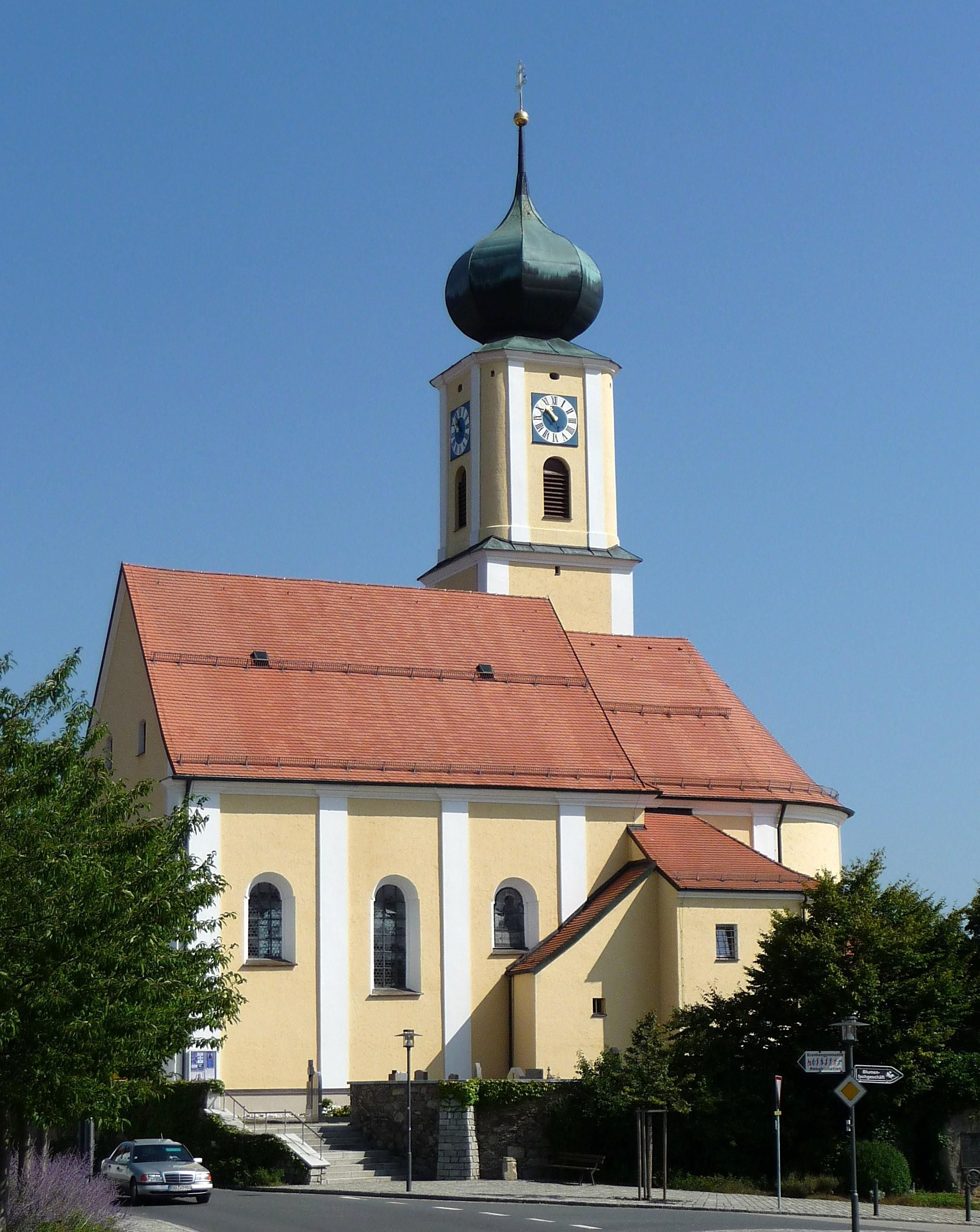
Die Pfarrkirche Maria Immaculata

Schorndorf ist eine ländlich strukturierte Gemeinde im Oberpfälzer Landkreis Cham in Bayern.

## Geografie

### Geografische Lage
Schorndorf liegt in der Region Regensburg im Bayerischen Wald und grenzt bei Thierlstein südlich an den Pfahl. Wasserläufe in der Gemeinde sind der Knöblinger sowie der Pentinger Bach.

### Nachbargemeinden
Die Gemeinde Schorndorf grenzt im Norden an das Stadtgebiet Cham, im Osten an die Gemeinde Traitsching und im Westen an das Stadtgebiet Roding. Im Süden liegt die Gemeinde Michelsneukirchen.

### Gemeindegliederung
Es gibt 38 Gemeindeteile (in Klammern ist der Siedlungstyp angegeben):
- Achterlingshof (Einöde)
- Baierberg (Weiler)
- Bartlberg (Einöde)
- Berghof (Einöde)
- Biendlseigen (Einöde)
- Giglberg (Einöde)
- Gilnhof (Einöde)
- Greinerhäusl (Einöde)
- Haid am Bühl (Weiler)
- Hartlsölden (Einöde)
- Hötzing (Einöde)
- Kagermühle (Einöde)
- Kernmühle (Einöde)
- Knöbling (Dorf)
- Knötzing (Weiler)
- Kreßhof (Einöde)
- Litzling (Weiler)
- Nanzing (Dorf)
- Neuhaus (Dorf)
- Neuthierling (Weiler)
- Oberaign (Weiler)
- Obertraubenbach (Dorf)
- Penting (Kirchdorf)
- Pfahlhäuser (Weiler)
- Radling (Dorf)
- Rauchenberg (Einöde)
- Reishof (Weiler)
- Reismühle (Einöde)
- Sandberg (Einöde)
- Schorndorf (Pfarrdorf)
- Schorndorfsgrub (Einöde)
- Schorndorfsried (Dorf)
- Schwaighof (Einöde)
- Stegmühle (Weiler)
- Thierling (Dorf)
- Unteraigen (Weiler)
- Wulting (Dorf)
- Ziegertshof (Einöde)

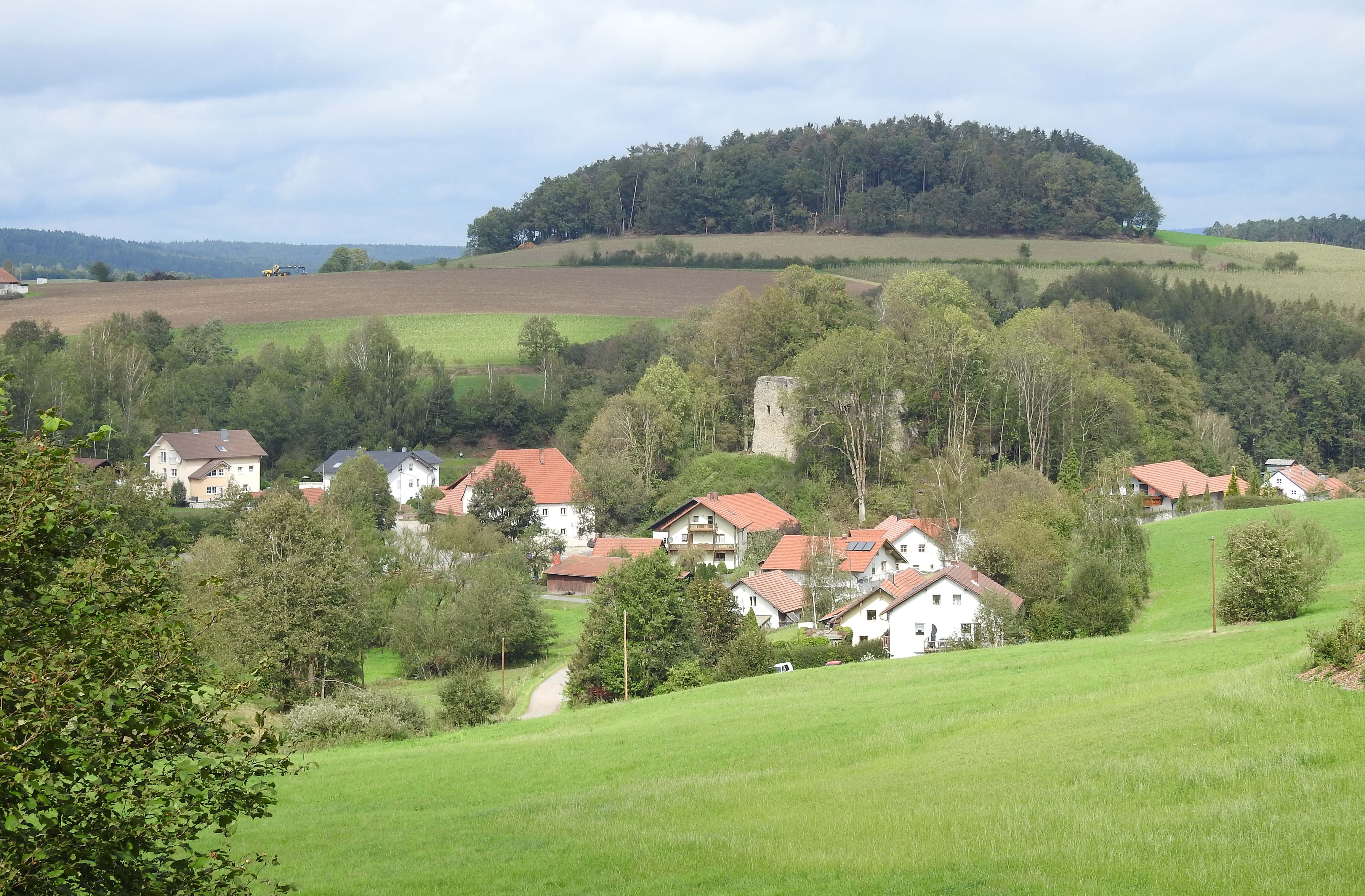
Neuhaus mit seiner Burgruine

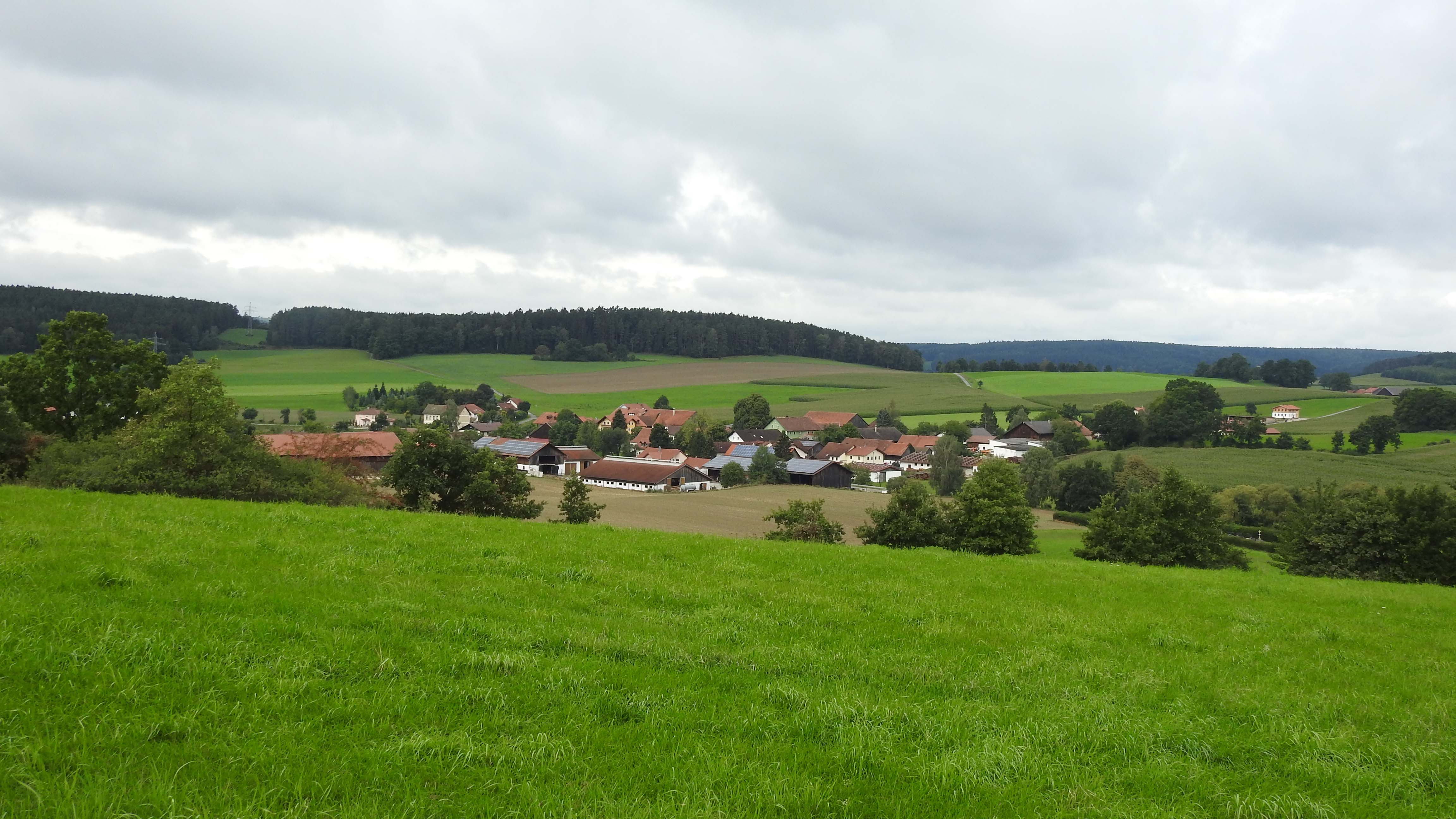
Penting von Nordosten

Es gibt die Gemarkungen Hötzing, Neuhaus, Obertraubenbach, Penting, Schorndorf und Thierling.

## Geschichte

### Bis zur Gründung der Vorläufergemeinden
In die Jungsteinzeit datierte archäologische Funde von Getreidekornabdrücken bei Knöbling erbringen 1935 den frühesten Nachweis für Getreideanbau im Bayerischen Wald. Die heutige Gemeinde umfasst die früheren Gemeinden Schorndorf, Neuhaus, Thierling, Obertraubenbach und Teile von Penting, die im Zuge der Gebietsreform in Bayern 1972 zu der neuen Gemeinde Schorndorf zusammengeschlossen worden sind. Die Propstei Nanzing (früher Gemeinde Obertraubenbach) des Reichsstifts Obermünster hatte reichen Grundbesitz im Gemeindegebiet. Schorndorf mit seiner seit dem 15. Jahrhundert nachweisbaren Pfarrkirche gehörte zum Rentamt Straubing und zum Landgericht Cham des Kurfürstentums Bayern. Im Zuge der Verwaltungsreformen in Bayern entstand mit dem Gemeindeedikt von 1818 die Vorläufergemeinden der heutigen Gemeinde.

### Eingemeindungen
Schorndorfsried als Teil der ehemaligen Gemeinde Hötzing wurde 1946 eingegliedert. Die übrigen Gemeindeteile – Haid am Bühl, Hötzing und Kernmühle – wurden damals nach Obertraubenbach umgegliedert, das zusammen mit Neuhaus und Thierling sowie einem Teil von Penting am 1. Januar 1972 eingemeindet wurde.

### Einwohnerentwicklung
- 1961: 1665 Einwohner
- 1970: 1748 Einwohner
- 1987: 1908 Einwohner
- 1991: 2027 Einwohner
- 1995: 2223 Einwohner
- 2000: 2401 Einwohner
- 2005: 2564 Einwohner
- 2010: 2601 Einwohner
- 2015: 2687 Einwohner

Schorndorf ist bei Familien als Wohnort sehr beliebt. Zuletzt wurde im Jahr 2014 eine neue Siedlung errichtet.
Zwischen 1988 und 2018 wuchs die Gemeinde von 1915 auf 2763 um 848 Einwohner bzw. um 44,3 % – der höchste prozentuale Zuwachs im Landkreis im genannten Zeitraum.

## Kultur

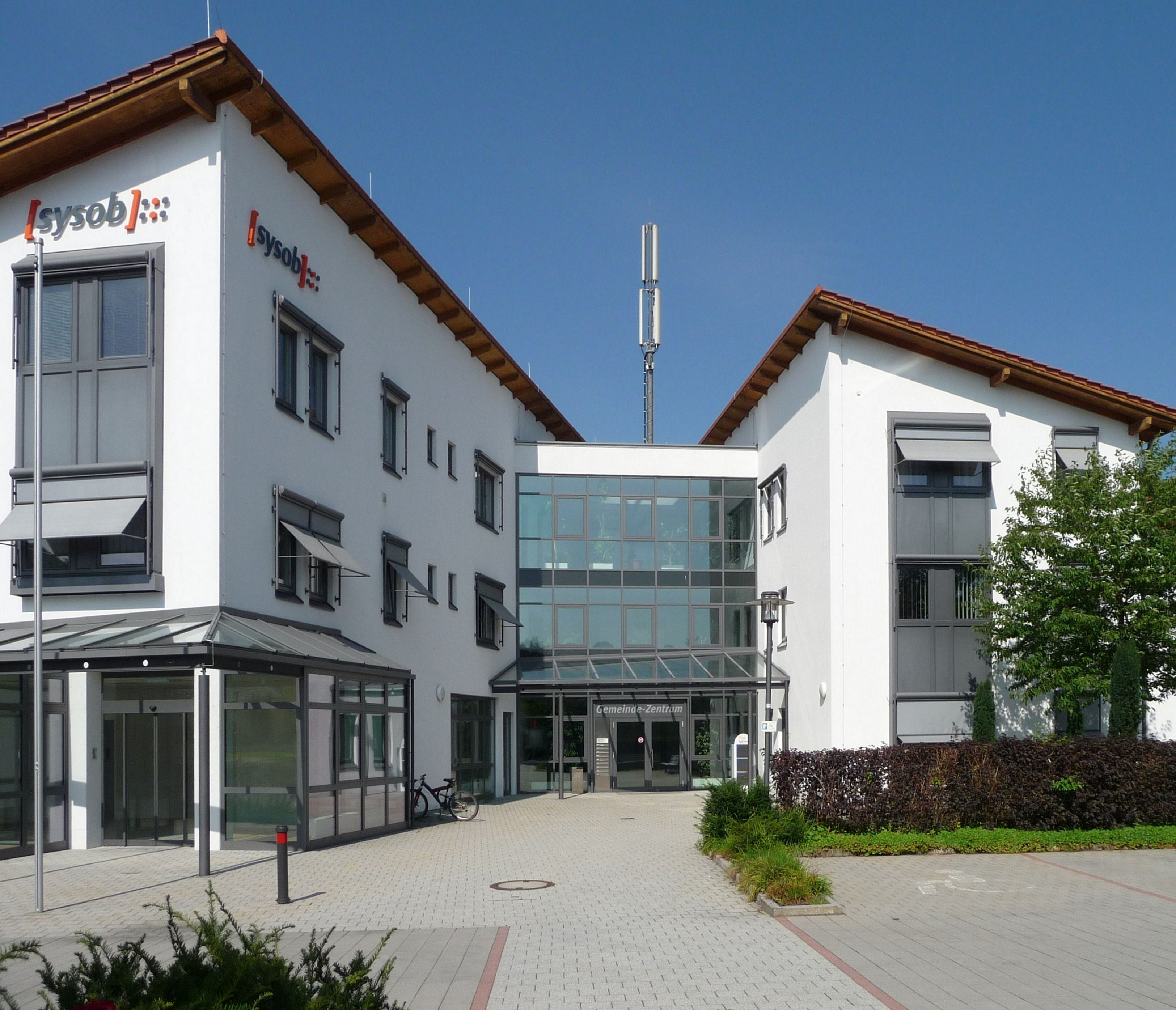
Das Gemeindezentrum

Die Gemeinde Schorndorf bietet ein vielfältiges Spektrum an Vereinen. Die Freiwillige Feuerwehren in Neuhaus, Obertraubenbach, Penting, Thierling und Schorndorf sorgen für den Brandschutz und die allgemeine Hilfe in der Gemeinde. Im sportlichen Bereich existieren zwei Schützenvereine, ein Sportverein, ein Eisstockclub, ein Wanderverein, ein Fischerverein, ein Motorradclub und ein Verein für Pferdefreunde. Eine Laienspielgruppe, ein Burschenverein, ein Kapellenverein, der kath. Frauenbund, die kath. Landjugend, der Obst- und Gartenbauverein, und ein Soldaten- und Kriegerkameradschaftsverein sind im kulturellen, gesellschaftlichen oder religiösem Bereich engagiert.

## Politik

### Bürgermeister
Seit 1990 ist Max Schmaderer (Parteifreie Wählerschaft) Erster Bürgermeister. Dieser wurde am 15. März 2020 mit 91,6 % der gültigen Stimmen wieder gewählt.

### Gemeinderat
Der Gemeinderat hat 14 Mitglieder. Im Vergleich die Wahlen vom 15. März 2020 und vom 16. März 2014:
|                                     | Sitze 2020 | Stimmenanteil 2020 | Sitze 2014 | Stimmenanteil 2014 |
| ----------------------------------- | ---------- | ------------------ | ---------- | ------------------ |
| CSU-Freie Wählerschaft              | 5          | 39,2 %             | 6          | 43,1 %             |
| Parteifreie Wählerschaft Schorndorf | 9          | 60,8 %             | 8          | 56,9 %             |
| Gesamt                              | 14         | 100,0 %            | 14         | 100,0 %            |

2020 betrug die Wahlbeteiligung 70,3 %; 2014 hatte sie bei 68,5 % gelegen.

### Finanzpolitik
2017 betrugen die Gemeindesteuereinnahmen 2.158.000 Euro, davon waren 572.000 Euro Gewerbesteuereinnahmen (netto) und 1.327.000 Euro Gemeindeanteil an der Einkommensteuer.

### Wappen
|                                    | Blasonierung: „In Blau unter einem silberbordierten blauen Schild, darin ein goldener Schrägbalken, schräggekreuzt eine silberne natürliche Lilie und eine silberne Ähre, rechts und links beseitet von zwei voneinander abgekehrten goldenen Halbmonden, unten ein aufrechter goldener Halbmond.“ |
| Das Wappen wird seit 1983 geführt. | |

## Wirtschaft und Infrastruktur

### Wirtschaft einschließlich Land- und Forstwirtschaft
2017 gab es in der Gemeinde 398 sozialversicherungspflichtige Arbeitsplätze. Von der Wohnbevölkerung standen 1260 Personen in einem versicherungspflichtigen Beschäftigungsverhältnis. Damit war die Zahl der Auspendler um 862 Personen größer als die der Einpendler. 28 Einwohner waren arbeitslos. 2016 gab es 66 landwirtschaftliche Betriebe; von der Gemeindefläche waren 2.124 Hektar landwirtschaftlich genutzt.

### Bildung
Es gibt folgende Einrichtungen:
- Kindertageseinrichtung mit 80 Plätzen und 76 Kindern (Stand 1. März 2018) und
- die Grundschule Schorndorf mit sieben Lehrkräften und 111 Schülern (Schuljahr 2018/19).[8]

## Persönlichkeiten
- Klaus Huber (* 1938), Eisenbahningenieur